# Wie liegt die Stadt so wüst (Mauersberger)
Wie liegt die Stadt so wüst (RMWV 4/1) ist eine Trauermotette. Der Kreuzkantor Rudolf Mauersberger komponierte sie unter den Eindrücken der Zerstörung Dresdens im Zweiten Weltkrieg nach Texten aus den Klageliedern Jeremias für den Dresdner Kreuzchor. Die Motette ist Teil von Mauersbergers Zyklus Dresden, traditionell wird sie vor dem Dresdner Requiem aufgeführt. Sie ist für vier- bis siebenstimmigen gemischten Chor a cappella komponiert.

## Entstehungsgeschichte

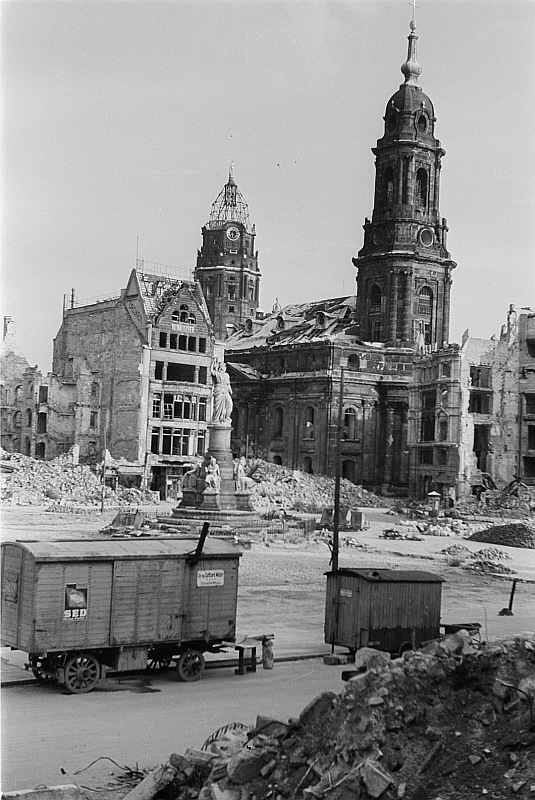
Ort der Uraufführung – Zerstörte Kreuzkirche im Jahr 1945

Nach der Zerstörung Dresdens im Zweiten Weltkrieg floh Mauersberger in seinen Heimatort Mauersberg im Erzgebirge. Hier las er am Karfreitag die Klagelieder Jeremias, deren Text sehr gut zu den zurückliegenden Ereignissen passten. Mauersberger wählte aus den fünf Kapiteln die ausdrucksstärksten Sätze aus.  Das Autograph der Motette stammt vom Karsamstag (31. März) 1945. Am 4. August 1945 wurde sie in der ersten Vesper des Dresdner Kreuzchores nach dem Krieg in der ausgebrannten Kreuzkirche uraufgeführt.

## Textauswahl
Dem nachfolgenden Text der Motette ist jeweils die Stelle aus den Klageliedern Jeremias gegenübergestellt. Mauersberger benutzte die Übersetzung von Martin Luther.
Wie liegt die Stadt so wüst, die voll Volks war. (Klgl 1,1 )

Alle ihre Tore stehen öde. (Klgl 1,4 )

Wie liegen die Steine des Heiligtums

vorn auf allen Gassen zerstreut. (Klgl 4,1 )

Er hat ein Feuer aus der Höhe

in meine Gebeine gesandt und es lassen walten. (Klgl 1,13 )

Ist das die Stadt, von der man sagt,

sie sei die Allerschönste, der sich

das ganze Land freuet. (Klgl 2,15 )

Sie hätte nicht gedacht,

daß es ihr zuletzt so gehen würde; (Klgl 1,9 )

sie ist ja zu greulich heruntergestoßen

und hat dazu niemand, der sie tröstet. (Klgl 1,9 )

Darum ist unser Herz betrübt

und unsere Augen sind finster geworden: (Klgl 5,17 )

Warum willst du unser so gar vergessen

und uns lebenslang so gar verlassen! (Klgl 5,20 )

Bringe uns, Herr, wieder zu dir,

daß wir wieder heimkommen! (Klgl 5,21 )

Erneue unsre Tage wie vor alters. (Klgl 5,21 )

Ach Herr, siehe an mein Elend! (Klgl 1,9 )
Mauersberger orientierte sich beim Textaufbau der Motette nicht am Aufbau der Klagelieder. In den Klageliedern 1, 2 und 4 wird über die Zerstörung Jerusalems geklagt, in den Liedern 3 und 5 wird ein Schuldeingeständnis an Gott gerichtet und um die Wende des Unheils gebeten. Mauersberger übernimmt bei seiner Textzusammenstellung nicht das Sündenbekenntnis und die Bejahung des Gottesurteils. Er lässt das Annehmen des Gerichtsurteils Gottes außer Acht und schildert das Elend um das Gericht Gottes. Das Gottesurteil wird nicht bejaht, sondern es wird nicht verstanden – das Warum wird betont. Mauersberger zieht die Möglichkeit der Eigenschuld nicht in Betracht, das Sündenbekenntnis ist in seiner Textauswahl nicht zu finden. Es wird lediglich die Bitte nach Erbarmen formuliert. Die Bindung an Gott ist trotz des Unheils eng und soll verstärkt werden. Mit der Textzeile Bringe uns wieder zu dir wird die augenblickliche Gottlosigkeit dargestellt, aus der nur Gott herausführen kann. Die Art wie Mauersberger die Texte anordnete, ist seiner Verfassung nach der Bombardierung Dresdens geschuldet und vollkommen verständlich. Es war nicht Mauersbergers Absicht, die Klagelieder zu vertonen, sondern durch sie das eigene Leid darzustellen.
Mauersbergers ausgewählte Texte lassen sich in drei Abschnitte teilen. Im ersten Teil werden Elend und Not der Stadt geschildert. Die viermalige Frage „Warum“ eröffnet den zweiten Teil, in der die Fassungslosigkeit und die Bitte um Erbarmen geschildert werden. Im dritten Teil ab „Ach Herr“ erflehen die Menschen Gottes Anteilnahme am Elend.

## Musikalische Umsetzung
Das Werk ist in f-Moll komponiert und steht im 3/4-Takt. Die Motette lässt sich in zwölf Abschnitte gliedern, bei denen jeder Vers in harmonischen Zusammenhang gestellt und jedes Wort individuell gesetzt scheint. Zur Umsetzung nutzte Mauersberger unter anderem Tonartenverwandtschaften, Dissonanzen sowie konventionellen tonalen Satz oder Akkordreihungen ohne eindeutigen tonalen Bezug.

### Wie liegt die Stadt so wüst, die voll Volks war– Takte 1–8
Mit einer halben punktierten Note zum Wort „Wie“ eröffnen Alt und Bass das Stück – Alt mit f1 und Bass (oktaviert) mit f und F. Die beiden folgenden Worte „liegt die“ werden auf die gleiche Weise auf den gleichen Ton gesungen. Im zweiten Takt setzen auf der dritten Zählzeit Sopran und Tenor ein. Sie werden wie Alt und Bass rhythmisch gleich geführt. Die vierstimmige f-Moll-Tonika wird im vierten Takt zum Wort „Stadt“ erreicht (Bass f, Tenor c1, Alt f1 und Sopran as1). Den drei flachen Vokalen „i“ folgt als reiner f-Moll-Akkord im Wort „Stadt“ das offene und dunkle „a“, so wird die gewaltige Dimension der Stadt dargestellt. Mauersberger setzt einen trüben as-Moll-Akkord auf das Wort „wüst“, dessen Silbe in einer Tonfolge (Melisma) nach f-Moll geführt wird, sodass der Akkord resignierend wirkt. Zum gleichbleibenden Basston f steigen die oberen drei Stimmen von der Oktav- zur Terzlage des f-Moll-Akkords zu den Worten „die voll Volks war“. Im Melisma führen Alt und Tenor das „war“ stufenweise abwärts. Grün sieht in dieser Abwärtsbewegung das Ende der Zeit, in der die Stadt gewaltige Dimensionen hatte. Sopran und Bass halten das f zu „war“. Während des Melismas wird der Tenor von b über as zum ges geführt. Da im ersten Vers ges vorherrscht, vermutet Grün, dass Mauersberger die untergegangene Stadt durch die vergangene phrygische Kirchentonart (auf f als Grundton) darstellen wollte.

### All ihre Tore stehen öde– Takte 9–15
Der Rhythmus in allen Stimmen ist bestimmt durch die Abfolge von halben und Viertelnoten, bis auf zwei kurze Melismen ist der Text silbenweise (syllabisch) vertont, die an das Wiegen eines Klagenden erinnern. Der vier- bis fünfstimmige Satz geht von f-Moll zur Subdominante b-Moll. Diese steht nach einem über zwei Takte gehenden Melisma auf „öde“ am Ende des Verses. Das Wort „öde“ wird zudem durch Quint- und Quartparallelbewegungen dargestellt.

### Wie liegen die Steine des Heiligtums vorn auf allen Gassen zerstreut– Takte 16–24
Bei allen Stimmen steht f am Beginn des Verses. Bass und Alt tragen ihren Text syllabisch vor und halten das f im nachfolgenden Takt bei den Worten „Wie liegen die“. Sopran und Tenor steigen in Oktavparallelen stufenweise an und führen zum sechsstimmigen b-Moll-Akkord beim Wort „Steine“. Vom Wort „des“ leitet ein as-Moll-Übergang zum Wort „Heiligtum“ in Des-Dur. Dieses führt durch ein im Tonumfang ausgeweitetes Melisma über As-Dur, b-Moll, f-Moll und Ges-Dur zu einer erneuten Quint-/Quartparallelbewegung bei den Worten „vorn auf allen Gassen zerstreut“.
Beim Wort „Heiligtum“ wird die Siebenstimmigkeit erreicht, sodass dies auch mit der heiligen Zahl 7 symbolisch dargestellt wird.

### Er hat ein Feuer aus der Höhe in meine Gebeine gesandt und es lassen walten– Takte 25–30
In dem fünf- bis siebenstimmigen Vers wird der erste Höhepunkt des Werks erreicht. Das Erzähltempo wird von Vierteln über Achtel bis zu Sechzehntelfiguren gesteigert, dadurch klingt der Text wie gesprochen. Dies bewirkt einen Bruch mit dem liedhaften Duktus der vorhergehenden Takte. Beim Wort „Höhe“ wird der Spitzenton der gesamten Komposition erreicht. Der Sopran 1 singt b2, darüber hinaus besteht der Chorsatz erneut aus sieben Stimmen, was wiederum die Göttlichkeit zahlensymbolisch darstellen soll. An das Gefälle im Chorgefüge bei den Worten „aus der Höhe in meine Gebeine gesandt“ schließt sich zum dritten Mal im Werk bei den Worten „und es lassen walten“ eine Quint-/Quartparallelbewegung wie bei den Takten 21 bis 24 an.

### Ist das die Stadt, von der man sagt, sie sei die allerschönste, der sich das ganze Land freuet– Takte 31–45
Der fünfte Vers beginnt verhalten, nur Einzelne tragen pianissimo die vier Takte des Vorsatzes „Ist das die Stadt, von der man sagt“ vor. Der Gesamtchor singt pianissimo piano „sie sei die schönste“, im Klang wird dabei die Makellosigkeit und Lieblichkeit der zerstörten Stadt nachgezeichnet. Nach einem Auftakt von drei Viertelnoten, syllabisch in allen Stimmen, zu „sie sei die“, folgt ein siebenstimmiger Des-Dur-Akkord. Dieser bestimmt auch die folgenden neun Takte bis zum Versende. Auch hier stehen Des-Dur und Siebenstimmigkeit für die Heiligkeit und unterstreichen den fast heiligen, unsterblich schönen Nimbus dieser Stadt. Im Tonumfang weitausholende Melismen unterstützen dieses Bild und zeichnen es weich und farbig, wodurch es sich vom eher herb gehalten restlichen Werk abhebt. Im Nachsatz „der sich das ganze Land freuet“ geht der Satz zurück zur Vierstimmigkeit, das Schwärmerische verliert sich in Nüchternheit und Realität und endet in As-Dur.

### Sie hätte nicht gedacht, dass es ihr zuletzt so gehen würde– Takte 46–49
Diese Passage wird vierstimmig als Rezitativ gesungen. Der Sopran trägt den Text mit eng vom Wortduktus bestimmten Repetitionstönen vor, während die Harmoniestimmen bereits ganztaktig syllabisch den Text „sie ist greulich“ aushalten. Die Töne bewegen sich von f-Moll, als Paralleltonart zu As-Dur, über B-Dur zu f-Moll und es-Moll als Subdominante zum b-Moll des nachfolgenden Verses. Durch das Rezitativ und das klare Klangbild in solistischer Vortragsweise wollte Mauersberger den Text, der die Unwissenheit der Dresdner Bevölkerung bei der Katastrophe schildert, stärker hervorheben.

### Sie ist ja zu greulich heruntergestoßen und hat dazu niemand, der sie tröstet– Takte 50–58
In diesem Vers wird über die Schmach der Stadt berichtet, der Chor wiederholt syllabisch „sie ist ja zu greulich“. Das Wort „heruntergestoßen“ wird durch Quint-/Quartparallelbewegungen ausgestaltet, bei denen das gesamte Chorgefüge fast anderthalb Oktaven mit einer abschließenden Quart abwärts geführt wird. Auf diese emotional-erregte Passage folgt die trauernde Klage „und hat dazu niemand, der sie tröstet“. Die Trostlosigkeit der Stadt wird durch leere Quinten, tiefe Basstöne und absteigende Linien gekennzeichnet. Die einzige chromatische Linie der Motette ist in diesem Vers gesetzt. Im Takt 57 symbolisieren die absteigenden Töne es1, d1, des1 und c1 der Altstimme das Niedersinken der Trostsuchenden. Der Vers endet mit einer leeren Quinte auf f.

### Darum ist unser Herz betrübt und unsere Augen sind finster geworden– Takte 59–67
Mit diesem Vers schließt die Darstellung des Unheils der Stadt. Er wird vom Soloquartett gesungen. Der Verlauf der neun Takte ist durch die f-Moll-Tonika bestimmt. Vor allem in den oberen drei Stimmen bestehen sie aus Gruppen von drei stufenweise absteigenden Vierteln. Obwohl diese Abwärtsbewegungen jeweils neu ansetzen, wird der Eindruck einer absteigenden Linie erzeugt. Zweimal folgt ein leerer Quintklang (auf c), der die Ausweglosigkeit darstellt, damit endet der erste Teil der Motette.

### Warum willst du unser so gar vergessen und uns lebenslang so gar verlassen– Takte 68–85
Der inhaltlich zweite Teil beginnt mit den vier fünfstimmigen Akkorden f-Moll, As-Dur, c-Moll und f-Moll zu den Worten „Warum, Warum“. Gesetzt sind zu den Silben des Wortes „warum“ punktierte halbe Note, halbe Note und Viertelpause. Die vier Akkorde werden in crescendo und forte vorgetragen. Grün sieht darin ein sich Erheben zu Gott. Es folgt erneut die Frage „Warum, warum“ mit steigenden Tönen, gesetzt sind diesmal zu den Silben des Wortes halbe Note und Viertelnote. Dann trägt der Chor die Frage emphatisch in C-Dur vor, die Tonart wird erstmals verwendet. Die Frage ist eine Klage über das Verlassensein von Gott. Niedergeschlagener erklingt der zweite Teil der Frage „und uns lebenslang so gar verlassen“, als ob die Antwort nicht mehr erwartet wird. Die mit f-Moll beginnenden Takte lassen Schicksalsergebenheit durchdringen, auch wenn sie in Verbindung mit As-Dur als Erinnerung an die glückliche Zeit der Stadt und Des-Dur als Hoffen auf das Eingreifen der Heiligkeit. Der Vers endet jedoch mit f-Moll, als Zeichen dafür, dass es keine Hoffnung gibt.

### Bringe uns, Herr, wieder zu dir, dass wir wieder heimkommen– Takte 86–97
Dieser Vers, der von einem vierstimmigen Knabenchor beziehungsweise hohen Stimmen gesungen wird, beschwört die Verbindung zu Gott. Die Gottlosigkeit ist der Grund für das Unheil, das hat der Mensch erkannt, durch die Nähe zu Gott kann dies wieder gewendet werden. Die Bitte ist aufrichtig und voller Hoffnung. Mauersberger erzielt diese Wirkung durch eine choralhaft-liedhafte Melodie, die vom Sopran gesungen wird, sowie durch einen harmonischen Verlauf des Satzes, der in Dur gesetzt ist. Der Vers beginnt zwar in f-Moll, wird jedoch bereits nach dem ersten Takt zu As-Dur geführt. Überhaupt dominieren As-Dur und Des-Dur, die im gesamten Werk für Schönheit und Heiligkeit stehen.

### Erneue unsre Tage wie vor alters– Takte 98–107
Diese Bitte trägt der gesamte Chor fünfstimmig vor. Dabei gehen Sopran und Bass in Oktavparallelen zusammen, die so einen Rahmen bilden, der Wärme und Schutz bietet. Der Vers endet mit dem längsten Melisma der Motette, das über sechs Takte geht. Mauersberger erinnert mit dieser reichen Tonfolge an die Fülle der vergangenen Zeit. Es beginnt mit f-Moll und wechselt über C-Dur zum einzigen F-Dur des Stücks. Dieser Einsatz stellt den wiederaufkommenden Mut in der hoffnungsvollen Bitte auf Heimkehr zu Gott dar. Damit endet der zweite Teil, der mit der erschütternden Anklage Gottes begann.

### Ach Herr, siehe an mein Elend!– Takte 108–126
Im letzten Teil und gleichzeitig auch letzten Vers der Motette kommen wieder Schmerz und Verzweiflung hervor. Sopran und Alt halten fünfstimmig den F-Dur-Akkord des vorhergehenden Verses. Sie übernehmen aber sofort die Klage, die Bass und Tenor mit „Ach Herr“ erheben. Zum Ende wird der Chor beim Wort „Elend“ siebenstimmig, an einer Stelle, die anders als alle anderen Stellen im Stück, nicht von Heiligkeit oder der Anwesenheit Gottes kündet. Die Hoffnungslosigkeit überwiegt, ausgedrückt durch Quint-/Quartparallelen, die zum endgültigen f-Moll herabführen. Die letzten Takte klingen leise und leiserwerdend in syllabischen ganztaktigen Akkorden aus. Das Werk endet mit einem sehr tiefen f-Moll-Akkord (c1–as–as–f–F), der Ausgangspunkt des Werks ist erreicht – Elend und Verzweiflung.

## Kritische Rezeption
In seiner Dankesrede für den Lessing-Förderpreis des Freistaates Sachsen sprach 2011 der Schriftsteller Renatus Deckert, der in seiner Kindheit selbst im Dresdner Kreuzchor sang, von seiner Irritation angesichts der von Mauersberger vertonten Klagelieder und des darin enthaltenen Vorwurfs an Gott: „War dieser Ton denn angebracht: angesichts dessen, was vor dem 13. Februar 1945 in Dresden geschehen war? [...] Man brauche nur in Victor Klemperers Tagebuch nachzulesen, was sich von 1933 an ‚mitten im kultivierten Dresden‘ abspielte. Der Terror gegen die Juden geschah nicht im Verborgenen, sondern vor den Augen derer, die den Blick nicht abwendeten.“
Deckert verweist auf die von Jeremia aufgeworfene Schuldfrage. „Er spricht auch vom eigenen Versagen, von eigener Schuld. ‚Der Herr‘, heißt es bei ihm, ‚ist gerecht, denn ich bin seinem Worte ungehorsam gewesen.‘ Und es heißt: ‚der Herr hat über die Stadt Jammer gebracht um ihrer großen Sünden willen‘. Es gibt noch andere solche Sätze. Keinen davon hat Rudolf Mauersberger ausgewählt. Widersprachen sie seinem Empfinden, oder glaubte er etwa, sie seinen Zeitgenossen nicht zumuten zu können? Warum auch immer er darauf verzichtete: Er hat damit den Charakter des Textes verändert.“ 
Der verzweifelten Klage, die in das flehentliche Gebet münde, fehle nun das Gegengewicht. Ohne das Bekenntnis, selbst schuldig geworden zu sein, wirke der Trauerhymnus jedoch vermessen und selbstgerecht.
Zu einem ähnlichen Befund kam 2017 der Dresdner Musikwissenschaftler Wolfgang Mende in seinem in der Sächsischen Staats- und Universitätsbibliothek gehaltenen Vortrag „Geschichtsbilder in der musikalischen Gedenkkultur zum 13. Februar“. Bereits das mehrfach wiederholte Fragewort „Warum?“ stelle den Hymnus als problematisches Werk dar.
Ob die Tilgung aller Schuldformulierungen aus der biblischen Vorlage Mauersbergers eigener Haltung entspreche oder der Rücksicht auf die zeitlichen Umstände (Angst vor Strafe und Zensur) geschuldet sei, ließ Mende offen. Mit Blick auf das fehlende Eingeständnis der deutschen (und Dresdner) Mitschuld mahnte er gleichwohl eine „kritische Inventur“ an.